# Europese kampioenschappen kortebaanzwemmen 2023
De Europese kampioenschappen kortebaanzwemmen 2023 werden van dinsdag 5 tot en met zondag 10 december 2023 georganiseerd in het Otopeni Aquatics Center in het Roemeense Otopeni, enkele kilometers ten noorden van de hoofdstad Boekarest.

## Belgische en Nederlandse selecties

### België
De Belgische zwembond selecteerde negen zwemmers voor dit toernooi, een man en acht vrouwen.
Mannen
- Lucas Henveaux

Vrouwen
- Zinke Delcommune
- Sarah Dumont
- Valentine Dumont
- Lucie Hanquet
- Camille Henveaux
- Grace Palmer
- Alisée Pisane
- Lotte Vanhauwaert

### Nederland
De KNZB selecteerde twintig zwemmers voor dit toernooi, dertien mannen en zeven vrouwen.
Mannen
- Brandon van den Berg
- Thom de Boer
- Caspar Corbeau
- Koen de Groot
- Thomas Jansen
- Luca Janssen
- Arno Kamminga
- Ivo Kroes
- Sean Niewold
- Lucas Peters
- Jesse Puts
- Kenzo Simons
- Bram Zwetsloot

Vrouwen
- Anna van Droffelaar
- Tessa Giele
- Silke Holkenborg
- Lotte Hosper
- Valerie van Roon
- Tes Schouten
- Kira Toussaint

## Medailles
Legenda
- WR = Wereldrecord
- ER = Europees record
- CR = Kampioenschapsrecord

### Mannen
| Onderdeel            | Goud | Goud        | Zilver | Zilver   | Brons | Brons    |
| -------------------- | --- | ----------- | --- | -------- | --- | -------- |
| Vrije slag           | |             | |          | |          |
| 50 m                 | Benjamin Proud Verenigd Koninkrijk                                                                                                 | 20,18 ER    | Florent Manaudou Frankrijk Szebasztián Szabó Hongarije | 20,74    | |          |
| 100 m                | Maxime Grousset Frankrijk | 45,46       | Alessandro Miressi Italië | 45,51    | David Popovici Roemenië                                                                                                | 46,05    |
| 200 m                | Matthew Richards Verenigd Koninkrijk                                                                                               | 1.41,01     | James Guy Verenigd Koninkrijk | 1.41,12  | Danas Rapšys Litouwen                                                                                                  | 1.41,15  |
| 400 m                | Daniel Wiffen Ierland | 3.35,47     | Danas Rapšys Litouwen | 3.37,80  | Lucas Henveaux België                                                                                                  | 3.37,91  |
| 800 m                | Daniel Wiffen Ierland | 7.20,46 WR  | David Aubry Frankrijk | 7.30.32  | Mykhailo Romanchuk Oekraïne                                                                                            | 7.22,18  |
| 1500 m               | Daniel Wiffen Ierland | 14.11,09    | David Aubry Frankrijk | 14.21.78 | Mykhailo Romanchuk Oekraïne                                                                                            | 14.31,20 |
| Rugslag              | |             | |          | |          |
| 50 m                 | Mewen Tomac Frankrijk | 22,84       | Ole Braunschweig Duitsland | 23,00    | Lorenzo Mora Italië Thierry Bollin Zwitserland                                                                         | 23,10    |
| 100 m                | Mewen Tomac Frankrijk | 49,72       | Yohann Ndoye-Brouard Frankrijk | 49,96    | Lorenzo Mora Italië | 50,04    |
| 200 m                | Lorenzo Mora Italië | 1.48,43     | Luke Greenbank Verenigd Koninkrijk | 1.48,53  | Mewen Tomac Frankrijk                                                                                                  | 1.48,55  |
| Schoolslag           | |             | |          | |          |
| 50 m                 | Nicolò Martinenghi Italië | 25,66       | Simone Cerasuolo Italië | 25,83    | Emre Sakçi Turkije | 25,90    |
| 100 m                | Arno Kamminga Nederland | 56,52       | Nicolò Martinenghi Italië | 56,57    | Caspar Corbeau Nederland                                                                                               | 56,66    |
| 200 m                | Caspar Corbeau Nederland | 2.02,41     | Anton McKee IJsland | 2.02,74  | Arno Kamminga Nederland                                                                                                | 2.03,32  |
| Vlinderslag          | |             | |          | |          |
| 50 m                 | Noè Ponti Zwitserland | 21,79       | Szebasztián Szabó Hongarije | 21,96    | Maxime Grousset Frankrijk                                                                                              | 22,06    |
| 100 m                | Noè Ponti Zwitserland | 48,47 ER,CR | Maxime Grousset Frankrijk | 49,00    | Jacob Peters Verenigd Koninkrijk                                                                                       | 49,98    |
| 200 m                | Noè Ponti Zwitserland | 1.49,71     | Alberto Razzetti Italië | 1.50,10  | Richard Marton Hongarije                                                                                               | 1.52,12  |
| Wisselslag           | |             | |          | |          |
| 100 m                | Bernhard Reitshammer Oostenrijk | 51,39       | Noè Ponti Zwitserland | 51,62    | Andreas Vazaios Griekenland                                                                                            | 51,91    |
| 200 m                | Duncan Scott Verenigd Koninkrijk                                                                                                   | 1.50,98     | Alberto Razzetti Italië | 1.53,09  | Danas Rapšys Litouwen                                                                                                  | 1.53,49  |
| 400 m                | Alberto Razzetti Italië | 3.57,01 CR  | Duncan Scott Verenigd Koninkrijk | 4.00,17  | Apostolos Papastamos Griekenland                                                                                       | 4.05,19  |
| Vrije slag estafette | |             | |          | |          |
| 4x50 m               | Verenigd Koninkrijk Benjamin Proud (20,56) Matthew Richards (20,50) Alexander Cohoon (20,99) Lewis Burras (20,47) Duncan Scott     | 1.22,52     | Italië Leonardo Deplano (21,05) Lorenzo Zazzeri (20,50) Thomas Ceccon (20,98) Alessandro Miressi (20,61) Giovanni Izzo                                        | 1.23,14  | Griekenland Kristian Golomeev (21,15) Stergios Marios Bilas (21,02) Apostolos Christou (20,58) Andreas Vazaios (20,52) | 1.23,27  |
| Wisselslagestafette  | |             | |          | |          |
| 4x50 m               | Italië Lorenzo Mora (22,98) Nicolò Martinenghi (25,32) Thomas Ceccon (22,05) Lorenzo Zazzeri (20,43) Federico Poggio Giovanni Izzo | 1:30.78     | Verenigd Koninkrijk Oliver Morgan (23,48) Archie Goodburn (26,20) Jacob Peters (22,20) Matthew Richards (20,72) Jonathon Adam Edward Mildred Alexander Cohoon | 1:32.60  | Nederland Jesse Puts (24,53) Caspar Corbeau (25,50) Sean Niewold (22,39) Kenzo Simons (20,61)) Thom de Boer            | 1:33.03  |

### Vrouwen
| Onderdeel            | Goud | Goud     | Zilver | Zilver   | Brons | Brons    |
| -------------------- | --- | -------- | --- | -------- | --- | -------- |
| Vrije slag           | |          | |          | |          |
| 50 m                 | Michelle Coleman Zweden | 23,52    | Béryl Gastaldello Frankrijk | 23,71    | Julie Kepp Jensen Denemarken | 23,89    |
| 100 m                | Béryl Gastaldello Frankrijk | 51,48    | Anna Hopkin Verenigd Koninkrijk                                                                                                | 51,66    | Freya Anderson Verenigd Koninkrijk | 52,10    |
| 200 m                | Freya Anderson Verenigd Koninkrijk | 1.52,16  | Barbora Seemanova Tsjechië | 1.52,66  | Freya Colbert Verenigd Koninkrijk | 1.54,07  |
| 400 m                | Simona Quadarella Italië | 3.59,50  | Anastasiia Kirpichnikova Frankrijk                                                                                             | 3.59,56  | Valentine Dumont België | 4.00,84  |
| 800 m                | Anastasiia Kirpichnikova Frankrijk | 8.08,48  | Simona Quadarella Italië | 8.14,83  | Ajna Késely Hongarije | 8.18,73  |
| 1500 m               | Anastasiia Kirpichnikova Frankrijk | 15.20,12 | Simona Quadarella Italië | 15.37,05 | Ajna Kesely Hongarije | 15.51,34 |
| Rugslag              | |          | |          | |          |
| 50 m                 | Kira Toussaint Nederland | 25,82    | Louise Hansson Zweden | 26,23    | Analia Pigrée Frankrijk | 26,28    |
| 100 m                | Kira Toussaint Nederland | 55,88    | Medi Harris Verenigd Koninkrijk                                                                                                | 56,81    | Mary-Ambre Moluh Frankrijk | 57,10    |
| 200 m                | Medi Harris Verenigd Koninkrijk | 2.02,45  | Katie Shanahan Verenigd Koninkrijk                                                                                             | 2.03,22  | Pauline Mahieu Frankrijk | 2.03,90  |
| Schoolslag           | |          | |          | |          |
| 50 m                 | Benedetta Pilato Italië | 28,86 CR | Eneli Jefimova Estland | 29,12    | Jasmine Nocentini Italië | 29,41    |
| 100 m                | Eneli Jefimova Estland | 1.03,21  | Benedetta Pilato Italië | 1.03,76  | Tes Schouten Nederland | 1.04,04  |
| 200 m                | Tes Schouten Nederland | 2.16,09  | Thea Blomsterberg Denemarken                                                                                                   | 2.19,54  | Kristyna Horska Tsjechië | 2.19,63  |
| Vlinderslag          | |          | |          | |          |
| 50 m                 | Tessa Giele Nederland Anna Doudounaki Griekenland                                                                                               | 25,10    | |          | Sara Junevik Zweden | 25,16    |
| 100 m                | Louise Hansson Zweden | 55,37    | Angelina Kohler Duitsland | 55,50    | Anna Doudounaki Griekenland | 55,98    |
| 200 m                | Angelina Kohler Duitsland | 2.03,30  | Helena Rosendahl Bach Denemarken                                                                                               | 2.03,86  | Lana Pudar Bosnië en Herzegovina | 2.04,55  |
| Wisselslag           | |          | |          | |          |
| 100 m                | Charlotte Bonnet Frankrijk | 57,47    | Béryl Gastaldello Frankrijk | 57,67    | Louise Hansson Zweden | 58,33    |
| 200 m                | Abbie Wood Verenigd Koninkrijk | 2.05,58  | Charlotte Bonnet Frankrijk | 2.06,58  | Lena Kreundl Oostenrijk | 2.06,89  |
| 400 m                | Abbie Wood Verenigd Koninkrijk | 4:27,45  | Freya Colbert Verenigd Koninkrijk                                                                                              | 4.29,04  | Ellen Walshe Ierland | 4.29,64  |
| Vrije slag estafette | |          | |          | |          |
| 4x50 m               | Zweden Sara Junevik (24,31) Michelle Coleman (23,29) Louise Hansson (23,95) Sofia Aastedt (24,05) Klara Thormalm Hanna Bergman                  | 1.35,60  | Italië Silvia di Pietro (24,39) Costanza Cocconcelli (24,21) Chiara Tarantino (24,20) Sara Curtis (24,12)                      | 1.36,92  | Verenigd Koninkrijk Anna Hopkin (23,97) Freya Anderson (24,23) Lucy Hope (24,49) Medi Harris (24,50)                                                   | 1.37,19  |
| Wisselslagestafette  | |          | |          | |          |
| 4x50 m               | Zweden Louise Hansson (26,47) Sophie Hansson (28,96) Sara Junevik (24,76) Michelle Coleman (23,07) Klara Thormalm Emmy Haellkvist Sofia Aastedt | 1.43,26  | Italië Costanza Cocconcelli (26,87) Benedetta Pilato (28,75) Silvia Di Pietro (25,19) Jasmine Nocentini (23,16) Anita Bottazzo | 1.43,97  | Verenigd Koninkrijk Kathleen Dawson (26,97) Imogen Clark (28,66) Keanna Macinnes (25,69) Anna Hopkin (23,35) Kara Hanlon Laura Stephens Freya Anderson | 1.44,67  |

### Gemengd
| Onderdeel            | Goud | Goud    | Zilver | Zilver  | Brons | Brons   |
| -------------------- | --- | ------- | --- | ------- | --- | ------- |
| Vrije slag estafette | |         | |         | |         |
| 4x50 m               | Verenigd Koninkrijk Benjamin Proud (20,39) Lewis Burras (20,69) Anna Hopkin (22,95) Freya Anderson (23,72) Alexander Cohoon Lucy Hope    | 1.27,75 | Italië Alessandro Miressi (20,87) Lorenzo Zazzeri (20,48) Jasmine Nocentini (23,39) Silvia di Pietro (23,54) Leonardo Deplano Giovanni Izzo Sara Curtis   | 1.28,28 | Frankrijk Maxime Grousset (21,04) Florent Manaudou (20,50) Charlotte Bonnet (23,54) Béryl Gastaldello (23,27) Stanislas Huilee Analia Pigrée Pauline Mahieu | 1.28,35 |
| Wisselslagestafette  | |         | |         | |         |
| 4x50 m               | Italië Lorenzo Mora (23,01) Nicolò Martinenghi (24,87) Silvia Di Pietro (25,32) Jasmine Nocentini (23,38) Matteo Rivolta Federico Poggio | 1.36,58 | Frankrijk Mewen Tomac (22,83) Florent Manaudou (25,70) Béryl Gastaldello (24,92) Charlotte Bonnet (23,69) Stanislas Huille Mary-Ambre Moluh Analia Pigrée | 1.37,14 | Nederland Kira Toussaint (26,17) Caspar Corbeau (25,83) Tessa Giele (25,30) Kenzo Simons (20,56) Arno Kamminga Sean Niewold Valerie van Roon                | 1.37,86 |

### Medailleklassement
Bijgewerkt t/m 8 december 2023
| Plaats | Land                  | Goud | Zilver | Brons | Totaal |
| 1      | Verenigd Koninkrijk   | 9    | 8      | 6     | 23     |
| 2      | Italië                | 7    | 12     | 3     | 22     |
| 3      | Frankrijk             | 7    | 10     | 6     | 23     |
| 4      | Nederland             | 6    | 0      | 5     | 11     |
| 5      | Zweden                | 4    | 1      | 2     | 7      |
| 6      | Zwitserland           | 3    | 1      | 1     | 5      |
| 7      | Ierland               | 3    | 0      | 1     | 4      |
| 8      | Duitsland             | 1    | 2      | 0     | 3      |
| 9      | Estland               | 1    | 1      | 0     | 2      |
| 10     | Griekenland           | 1    | 0      | 4     | 5      |
| 11     | Oostenrijk            | 1    | 0      | 1     | 2      |
| 12     | Hongarije             | 0    | 2      | 3     | 5      |
| 13     | Denemarken            | 0    | 2      | 1     | 3      |
| 14     | Litouwen              | 0    | 1      | 2     | 2      |
| 15     | Tsjechië              | 0    | 1      | 1     | 2      |
| 16     | IJsland               | 0    | 1      | 0     | 1      |
| 17     | België                | 0    | 0      | 2     | 2      |
| 17     | Roemenië              | 0    | 0      | 2     | 2      |
| 17     | Oekraïne              | 0    | 0      | 2     | 2      |
| 20     | Bosnië en Herzegovina | 0    | 0      | 1     | 1      |
| 20     | Turkije               | 0    | 0      | 1     | 1      |
| Totaal | Totaal                | 43   | 42     | 44    | 129    |

Bron: LEN